# 야마토정 (후쿠오카현)
야마토정(大和町)은 후쿠오카현 남서부에 위치했던 마을이며, 2005년 3월 21일까지 있던 정이다.
2005년 3월 21일에 야나가와시·미쓰하시정과 합병해 새로운 야나가와시가 되었다.

## 역사
중세는 지쿠고 15성을 필두로 야나가와 성주 가마치 씨의 소령에 속하며 근세는 야나가와 번주 다치바나 씨의 번령에 속한다.덴포 년 중에는 번사로 江 で에서 행해진 탐기회와 토원회 참가자인 니시하라 카즈호가 은거하였다.
- 1889년 4월 1일 - 정촌제 시행으로 시오쓰카촌, 아리아케촌, 다카노오촌이 성립하였다.
- 1907년 3월 20일 - 시오쓰카촌, 아리아케촌, 다카노오촌
- 2005년 3월 21일 - 야나가와시·미쓰하시정과 합병해 새로운 야나가와시가 되어 야마토정은 소멸하였다.

## 교통

### 철도
- 서일본 철도 덴진오무타선

### 도로
- 국도 210호선